# Sender Golnik
Der Sender Golnik ist eine Sendeanlage für Hörfunk auf einer Hochebene nahe Golnik, einem Dorf im nördlichen Slowenien. Als Antennenträger kommt ein freistehender Rohrmast zum Einsatz.

## Frequenzen und Programme

### Analoger Hörfunk (UKW)
| Frequenz (MHz) | Programm     | RDS PS   | RDS PI | Regionalisierung | ERP (kW) | Antennendiagramm rund (ND)/gerichtet (D) | Polarisation horizontal (H)/vertikal (V) |
| -------------- | ------------ | -------- | ------ | ---------------- | -------- | ---------------------------------------- | ---------------------------------------- |
| 89,0           | Radio SI     | RADIO_SI | 933A   | –                | 1        | ND                                       | H                                        |
| 93,8           | Radio Gorenc | _GORENC_ | 941E   | –                | 3        | D (150–290°)                             | H                                        |
| 102,6          | Radio Center | _CENTER_ | 9314   | Slovenija        | 0,4      | D (270–150°)                             | H                                        |